# Лиз Лиу
Лиз Лиу е професионална играчка на покер от Виетнам.

## Биография
Родена е на 2 август 1974 година и израства във Виетнам. Решава да се занимава с покер професионално не само заради финансовите облаги, а и заради любовта си към стратегиите и мисловните спортове. Тя е натрупала $672 730 от покер участия в турнири.